# 로렌 37L
로렌 37L는 프랑스제 견인식 대포/병력 수송 장갑차이다.

## 설명
로렌 37L (로레인 37L) 은 프랑스의 견인, 병력 수송용 장갑 트랙터이다. 문서를 제작하기 위해 기를 쓰며 이 차량에 대해 알아보려고 했으나, 아무리 검색을 하여도 이 차량에 대해서 알려진 정보가 거의 없었다. 이 차량에 대해 그나마 제일 잘 알려진 활약으로는, 독일군의 프랑스 침공 후 포획되어 독일군 대전차 자주포 마르더 1의 차체로 이용되었다는 점이다. 로렌 37L 이외에 마르더 I의 차체로 이용된 차량은 FCM36이다. FCM36의 차체를 이용한 차량은 월드 오브 탱크 등의 매체에서 FCM36 Pak40 이라고 불리기도 한다.